# Coux et Bigaroque-Mouzens
Coux et Bigaroque-Mouzens is een gemeente in het Franse departement Dordogne in de regio Nouvelle-Aquitaine. De gemeente is op 1 januari 2016 ontstaan door de fusie van de gemeenten Coux-et-Bigaroque en Mouzens. Coux et Bigaroque-Mouzens telde op 1 januari 2022 1.234 inwoners.

## Geografie
De oppervlakte van Coux et Bigaroque-Mouzens bedraagt 27,47 km², de bevolkingsdichtheid is 44 inwoners per km² (per 1 januari 2019).
De onderstaande kaart toont de ligging van Coux et Bigaroque-Mouzens met de belangrijkste infrastructuur en aangrenzende gemeenten.

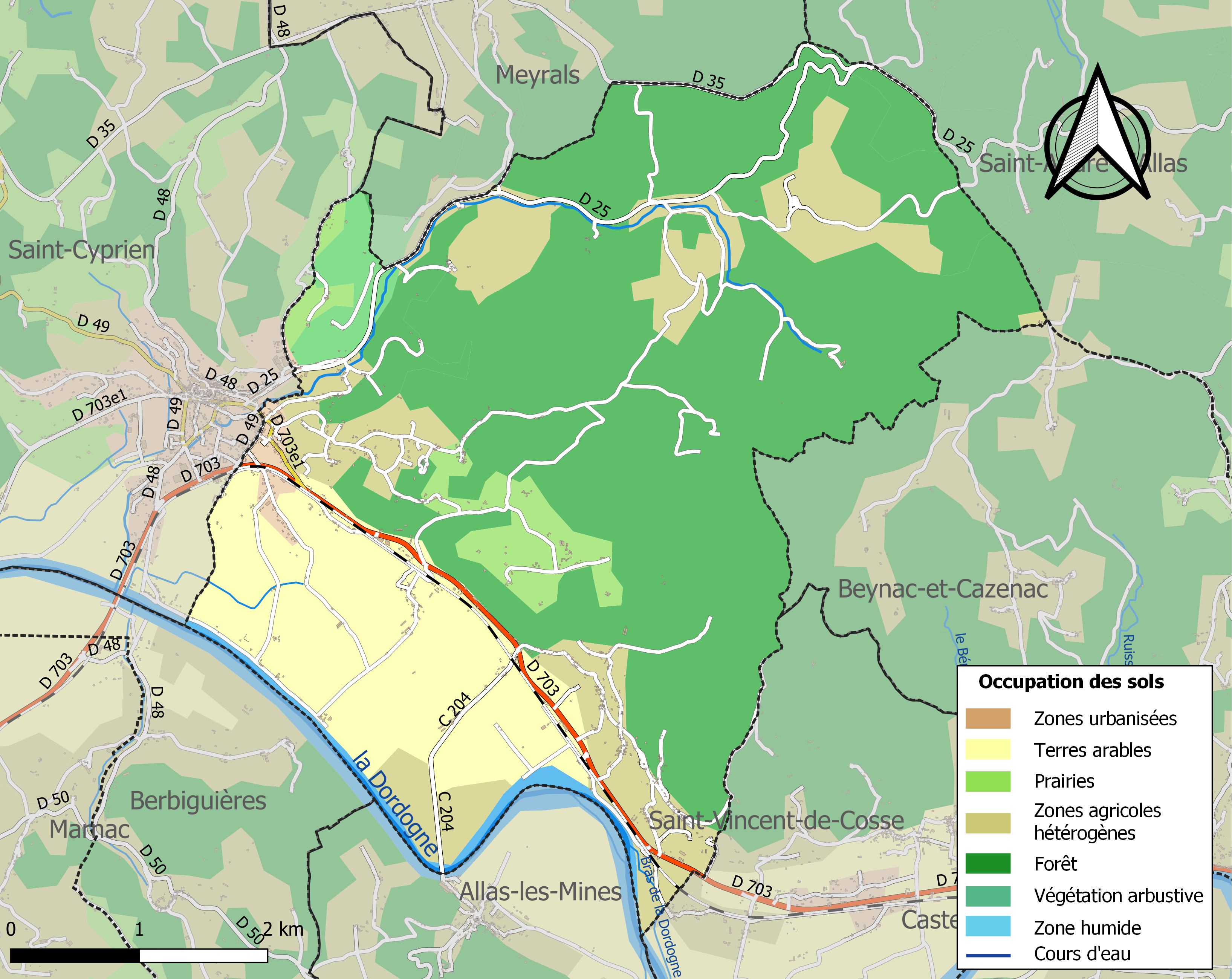